# Robustagramma altifrons
Robustagramma altifrons är en tvåvingeart som beskrevs av Marshall och Xiaolong Cui 2005. Robustagramma altifrons ingår i släktet Robustagramma och familjen hoppflugor. Inga underarter finns listade i Catalogue of Life.